# Obhutsverhältnis
Das Obhutsverhältnis ist ein Strafbarkeitsmerkmal sexuellen Missbrauchs von Schutzbefohlenen gem. § 174 StGB. Tatbestandlich muss das Opfer dem Täter u. a. zur Erziehung anvertraut sein. Das setzt nach h. M. ein Obhutsverhältnis voraus.
Leitgedanke ist das Erziehungsverhältnis von Eltern und Kindern, das auf Schulverhältnisse übertragen und analog auf vergleichbare Verhältnisse angewandt wird. Ein die Anforderungen der Strafvorschrift erfüllendes Anvertrautsein setzt ein den persönlichen, allgemein menschlichen Bereich erfassendes Abhängigkeitsverhältnis des Jugendlichen zu dem jeweiligen Betreuer im Sinne einer Unter- und Überordnung voraus.
An Schulen soll nach der Rechtsprechung des Reichsgerichts das Obhutsverhältnis zwischen allen Lehrern und Schülern kraft Schulzugehörigkeit entstehen. Die Geltung dieses Grundsatzes hat der Bundesgerichtshof in seiner Grundsatzentscheidung vom 30. Oktober 1963 auf überschaubare Verhältnisse an kleinen Schulen beschränkt. An großen Schulen soll das Obhutsverhältnis erst kraft Zuweisung des Schülers an den Lehrer begründet werden, die regelmäßig in der Erteilung des Regelunterrichts liegen soll, mithin Fach- bzw. Klassenlehrer betrifft.
Ausnahmen davon soll es nach Ansicht des Bundesgerichtshofs geben. Namentlich aufgezählt sind die Aufsichtstätigkeiten sowie Unterweisungen im Rahmen genehmigter Veranstaltungen. Ungeklärt ist, ob Vertrauenslehrer und die faktische Tätigkeit von Vertrauenslehrern zu den Ausnahmen gehören. Darüber existiert noch keine Rechtsprechung. Tendenzielle Bedeutung könnte der Entscheidung des Bundesgerichtshofs vom 25. April 2012 zukommen.
Seit 27. Januar 2015 sind nach § 174 Abs. 2 StGB sexuelle Handlungen schon dann strafbar, wenn der Jugendliche der Einrichtung, in der der Täter arbeitet, anvertraut ist.